# Missió d'Observació de les Nacions Unides a Sierra Leone
La Missió d'Observació de les Nacions Unides a Sierra Leone (UNOMSIL) va ser una missió de pau de l'ONU establerta a la Resolució 1181 que va durar del 13 de juliol de 1998 fins al 22 d'octubre de 1999. Va ser una observació militar pura que va precedir la Missió de les Nacions Unides a Sierra Leone (UNAMSIL).
El cost d'aquesta operació va ascendir a 12,9 milions de dòlars EUA, però el secretari general de l'ONU el va augmentar a 40,7 milions. El juliol de 1998 es van autoritzar 70 observadors militars (amb efectivitat el 41 de novembre de 1998) i es van incrementar fins a 210 a l'agost de 1999 (efectivament, 192 més 15 homes militars a l'octubre de 1999). Els observadors ereen 15 assistents mèdics, cinc policies civils i 30 treballadors locals i internacionals.
La UNOMSIL va ser comandada pel general de brigada Subhash C. Joshi de l'Índia. El Representant Especial del Secretari General fou l'ugandès Francis G. Okello.